# Chihuahua (thành phố)
Chihuahua là tên của một bang và là thủ phủ bang này ở Mexico. Bài này nói về thành phố Chihuahua. Để xem bài về bang Chihuahua, xem Chihuahua. Bài nó về một loài chó, xem Chihuahua (chó). Để xem các nghĩa khác của Chihuahua, xem Chihuahua (định hướng).
Thành phố Chihuahua là thủ phủ bang Chihuahua của México. Dân số thành phố khoảng 748.551 người. Ngành công nghiệp nhẹ là ngành chủ lực của thành phố này, dưới dạng các maquiladora.

## Lịch sử
Người ta cho rằng thành phố này lấy tên từ tiếng Tarahumara, có nghĩa "giữa hai vùng nước", còn định nghĩa khác thì cho rằng tên của thành phố là "nơi của đá có hố" hay "nơi có cát và khô ráo". Tên của xứ này có trước khi các cuộc xâm chiếm của Tây Ban Nha tại vùng đất ngày nay là Mexico. Thành phố được lập ngày 12 tháng 10 năm 1709, bởi Antonio Deza y Ulloa, một nhà thám hiểm người Tây Ban Nha, với tên gọi El Real de Minas de San Francisco el Cuellar. Thị xã đã được thành lập như một Villa vào năm 1718 với tên gọi San Felipe el Real de Chihuahua, và tên này đã được rút ngắn vào năm 1823. Nơi này được lựa chọn vì nó là nơi giao cắt của các con sông Chuviscar và Sacramento. Nó cũng là trung độ giữa Río Bravo del Norte (Rio Grande) và thành phố khai khoáng quan trọng lúc đó là Hidalgo del Parral.
Cũng giống như các nơi khác của Bắc Mexico, các hội truyền giáo Công giáo Roma là cơ sở có ảnh hưởng quan trọng trong thời kỳ thuộc địa, và thành phố này đã trở thành một điểm gặp gỡ các hội truyền đạo đi đến và đến từ 'sierra', một khu vực núi ở phía tây bang Chihuahua.

Trong thời kỳ chiến tranh độc lập, thành phố này ít có cảnh giao chiến. Tuy nhiên, Chihuahua là nơi mà Miguel Hidalgo, được xem là quốc phụ Mexico, đã bị giam tù trong Cung điện liên bang Chihuahua và ông đã bị quân Tây Ban Nha hành quyết năm 1811 tại Dinh chính quyền gần đó.
Trong thời kỳ Pháp xâm lăng, tổng thống Benito Juárez García đã chọn thành phố này làm thủ đô của chính phủ lưu vong từ năm 1864 đến năm 1867. Trong thời kỳ tổng thống Porfirio Diaz cầm quyền, thành phố này đã trải qua một thời kỳ tăng trưởng bùng nổ và đã trở thành một trong những thành phố quan trọng bậc nhất ở Mexico. Thành phố này là nơi có trụ sở của các ngân hàng quan trọng nhất và là nơi sinh sống của các gia đình giàu có.

## Khí hậu
Chihuahua có khí hậu bán khô hạn (phân loại khí hậu Köppen BSk).
| Dữ liệu khí hậu của Chihuahua                                    | Dữ liệu khí hậu của Chihuahua | Dữ liệu khí hậu của Chihuahua | Dữ liệu khí hậu của Chihuahua | Dữ liệu khí hậu của Chihuahua | Dữ liệu khí hậu của Chihuahua | Dữ liệu khí hậu của Chihuahua | Dữ liệu khí hậu của Chihuahua | Dữ liệu khí hậu của Chihuahua | Dữ liệu khí hậu của Chihuahua | Dữ liệu khí hậu của Chihuahua | Dữ liệu khí hậu của Chihuahua | Dữ liệu khí hậu của Chihuahua | Dữ liệu khí hậu của Chihuahua |
| Tháng                                                            | 1                             | 2                             | 3                             | 4                             | 5                             | 6                             | 7                             | 8                             | 9                             | 10                            | 11                            | 12                            | Năm                           |
| ---------------------------------------------------------------- | ----------------------------- | ----------------------------- | ----------------------------- | ----------------------------- | ----------------------------- | ----------------------------- | ----------------------------- | ----------------------------- | ----------------------------- | ----------------------------- | ----------------------------- | ----------------------------- | ----------------------------- |
| Cao kỉ lục °C (°F)                                               | 30.0 (86.0)                   | 32.0 (89.6)                   | 34.0 (93.2)                   | 38.8 (101.8)                  | 39.6 (103.3)                  | 41.4 (106.5)                  | 41.6 (106.9)                  | 39.2 (102.6)                  | 39.0 (102.2)                  | 35.0 (95.0)                   | 34.6 (94.3)                   | 29.0 (84.2)                   | 41.6 (106.9)                  |
| Trung bình ngày tối đa °C (°F)                                   | 18.1 (64.6)                   | 21.2 (70.2)                   | 24.2 (75.6)                   | 27.9 (82.2)                   | 32.2 (90.0)                   | 34.0 (93.2)                   | 32.1 (89.8)                   | 30.3 (86.5)                   | 29.2 (84.6)                   | 26.8 (80.2)                   | 21.9 (71.4)                   | 18.2 (64.8)                   | 26.3 (79.3)                   |
| Trung bình ngày °C (°F)                                          | 10.0 (50.0)                   | 12.9 (55.2)                   | 15.7 (60.3)                   | 19.2 (66.6)                   | 23.6 (74.5)                   | 26.3 (79.3)                   | 25.6 (78.1)                   | 24.3 (75.7)                   | 22.6 (72.7)                   | 18.7 (65.7)                   | 13.7 (56.7)                   | 10.3 (50.5)                   | 18.6 (65.5)                   |
| Tối thiểu trung bình ngày °C (°F)                                | 2.0 (35.6)                    | 4.5 (40.1)                    | 7.1 (44.8)                    | 10.4 (50.7)                   | 14.9 (58.8)                   | 18.6 (65.5)                   | 19.1 (66.4)                   | 18.2 (64.8)                   | 16.0 (60.8)                   | 10.7 (51.3)                   | 5.5 (41.9)                    | 2.4 (36.3)                    | 10.8 (51.4)                   |
| Thấp kỉ lục °C (°F)                                              | −12.8 (9.0)                   | −18.0 (−0.4)                  | −5.8 (21.6)                   | −3.4 (25.9)                   | 3.8 (38.8)                    | 6.1 (43.0)                    | 10.6 (51.1)                   | 10.0 (50.0)                   | 3.7 (38.7)                    | −2.4 (27.7)                   | −6.1 (21.0)                   | −11.5 (11.3)                  | −18.0 (−0.4)                  |
| Lượng Giáng thủy trung bình mm (inches)                          | 9.9 (0.39)                    | 3.7 (0.15)                    | 7.7 (0.30)                    | 12.9 (0.51)                   | 26.1 (1.03)                   | 34.7 (1.37)                   | 94.7 (3.73)                   | 89.3 (3.52)                   | 66.4 (2.61)                   | 21.6 (0.85)                   | 8.7 (0.34)                    | 9.9 (0.39)                    | 385.7 (15.19)                 |
| Số ngày giáng thủy trung bình (≥ 0.1 mm)                         | 2.5                           | 1.6                           | 1.5                           | 2.5                           | 4.0                           | 6.7                           | 11.4                          | 12.0                          | 8.0                           | 4.0                           | 2.0                           | 2.3                           | 58.4                          |
| Số ngày tuyết rơi trung bình                                     | 0.30                          | 0.18                          | 0.09                          | 0.09                          | 0.00                          | 0.00                          | 0.00                          | 0.00                          | 0.00                          | 0.00                          | 0.50                          | 0.88                          | 2.04                          |
| Độ ẩm tương đối trung bình (%)                                   | 55                            | 49                            | 39                            | 37                            | 37                            | 42                            | 53                            | 61                            | 61                            | 56                            | 55                            | 57                            | 50                            |
| Số giờ nắng trung bình tháng                                     | 185                           | 204                           | 254                           | 278                           | 299                           | 273                           | 240                           | 242                           | 229                           | 238                           | 191                           | 174                           | 2.807                         |
| Nguồn 1: Servicio Meteorológico Nacional, Deutscher Wetterdienst |                               |                               |                               |                               |                               |                               |                               |                               |                               |                               |                               |                               |                               |
| Nguồn 2: Colegio de Postgraduados                                |                               |                               |                               |                               |                               |                               |                               |                               |                               |                               |                               |                               |                               |